# 贾森·迪克逊
贾森·拉马尔·迪克逊（1973年4月4日—），粤语音译积臣，生于美国丹佛，职业篮球运动员，司职中锋位置。

## 早年生涯
中学时代的积臣曾是橄榄球运动员，司职锋线。八年级开始改打篮球，1995年毕业于美国自由大学（隶属NCAA的USA-BSC联盟），早年曾在欧洲和东南亚的低等级联赛混迹。
1998年，积臣曾参加过迈阿密热火队的训练营，但最终由于体检未过关，心脏有着类似于心律不齐的小毛病而与NBA擦肩而过。

## 加盟CBA联赛
1998年积臣加盟了广东宏远。在中国男子篮球职业联赛中他以技术全面，攻守平衡，内线功夫硬朗扎实，对抗能力强横，场上作风勇猛，奋不顾身。
作为效力CBA时间最长的外援，2006-07赛季已经是积臣为广东队效力第八个赛季。从积臣加入广东队以来，他一直是球队的主力中锋，但随着易建联的渐渐成熟，加上在2004-05赛季积臣的受伤，使得积臣的主力中锋位置被易建联代替。2006-07赛季起积臣还兼任广东宏远中锋教练，是易建联等年轻球员的良师益友。2006-07赛季李群全面执教广东队后，积臣多在比赛的第二节上场，与易建联携手控制内线，有时强打，有时单挡，成为CBA最具有统治力的内线组合，随着积臣年龄的增大，他在内线的统治力有所下降。
随着易建联加盟NBA联盟造成了广东队内线吃紧，在2007年的CBA外援选秀中，广东队再次招回了积臣。俱乐部副总经理刘宏疆说，“对于积臣的能力，我们绝对不怀疑，尽管随着年龄的增大他的状态在不断下滑，但对宏远队的整个阵容来讲，积臣是宏远队不可或缺的人物。”这也是积臣在联赛效力的第九个赛季。

## 球衣退役
2009年，积臣跟随广东宏远队夺得第五个CBA冠军。12月23日，为感谢积臣在广东宏远队的10个赛季中的贡献，他的15号球衣在广东队退役，这是CBA历史上第一个得到球衣退役殊荣的外籍球员。